# Excitebike
Excitebike (エキサイトバイク Ekisaitobaiku?) är ett racingspel av typen motocross som utvecklades av Nintendo R&D1 och Hudson Soft till flera plattformar, däribland NES. Spelaren kör motorcykel på crossbana. Det släpptes 1984 i Japan, 1985 i USA och 1986 i Europa. Utöver själva racingen finns också en inbyggd baneditor.
3D Classics: Excitebike, en portering med stöd för autostereoskopisk 3D, släpptes till Nintendo 3DS den 6 juni 2011 i samband med att Nintendo Eshop lanserades.